# AAA protokoll
Az AAA protokoll (az authentication, authorization, accounting angol szavak kezdőbetűiből) a számítógépes biztonság köreiben használt kifejezés. Egy biztonsági architektúrára utal, amellyel irányítani lehet az elosztott rendszerekben az egyes felhasználók hozzáférését az egyes szolgáltatásokhoz, illetve hogy mekkora erőforrásokat használtak fel. A két legnépszerűbb protokoll, amely megvalósítja a RADIUS, és annak egy újabb fajtája a Diameter.

## Azonosítás
Azonosítás az a folyamat, melynek során egy egyén azonosításra kerül, általában úgy, hogy bizonyítja, hogy rendelkezik megfelelő felhasználónévvel és a hozzátartozó hitelesítő adatokkal. Ilyen hitelesítő adatok lehetnek: jelszavak, egyszeri jelszavak, digitális aláírások és telefonszámok. 

## Jogosultságkezelés
A jogosultságkezelés funkció dönti el, hogy egy adott egyénnek van e joga egy adott tevékenységhez, általában örökölve a jogokat az alkalmazásba vagy szolgáltatásba bejelentkezés után. A jogosultságokat különböző megszorítások alapján lehet meghatározni. Ilyenek például a napszak megszorítás, fizikai hely megszorítás vagy a többszöri bejelentkezés egy adott felhasználónak vagy egyénnek. Tipikus jogosultságkezelés a mindennapi informatikában például olvasási jogot biztosítani egy bizonyos fájlhoz egy azonosított felhasználónak. Példák szolgáltatástípusokra a teljesség igénye nélkül: IP cím szűrés, cím hozzárendelés, útvonal hozzárendelés, sávszélesség és forgalom irányítás,  átirányítás egy megadott címre és a kódolás.

## Könyvelés
Könyvelés alatt azt a folyamatot értjük, amely során gyűjtjük a felhasználó által használt hálózati erőforrásokat kapacitás és trend analízis illetve költség elemzés és számlázás céljából. Ráadásképp gyűjthet egyéb információkat, például azonosítás és jogosultság hibákat vagy biztosíthat ellenőrzési funkciókat melyekkel ellenőrizhetjük az egyes eljárásokhoz való hozzáférések helyességét a felhasználói adatbázis alapján. Valós idejű könyvelésen az erőforrás fogyasztásával párhuzamos könyvelést értjük míg a kötegelten mentett információk könyvelését. Tipikusan könyvelésre kerülő információk: felhasználók azonossága, szolgáltatott szolgáltatás mibenléte, szolgáltatás kezdete, szolgáltatás vége, állapot.

## AAA szerverek használata a CDMA adathálózatokban
Az AAA szerverek a CDMA adathálózatokban azok az egységek melyek biztosítják az Internet Protokoll szolgáltatásokat az azonosítás, jogosultságkezelés illetve könyvelés támogatásához. Az AAA szerverek a CDMA vezeték nélküli adathálózatokban hasonló a HLR-hez a CDMA vezeték nélküli hang hálózatokban.
Az AAA szerverek típusai a következők:
- Access Network AAA (AN-AAA) - Az Access Networkben (AN) lévő RNC-vel kommunikál, hogy megvalósítsa az AN által biztosított azonosítás és jogosultságkezelési funkciókat. Az AN és az AN-AAA közötti interface A12 interfaceként is ismert.
- Broker AAA (B-AAA) - Közvetítőként viselkedik, hogy továbbítsa az AAA forgalmat a partner hálózatok között. (Például az otthoni hálózatban lévő H-AAA szerver és a kiszolgáló hálózatban lévő S-AAA szerver között) A B-AAA szerverek a CRX hálózatokban használatosak, hogy segítsék a CRX szolgáltatóknak a számlarendezési funkciók megvalósítását.
- Home AAA (H-AAA) - Az AAA szerver a barangoló otthoni hálózatában. A H-AAA hasonló mint a HLR a hangkommunikációban. A H-AAA tárolja a felhasználók profil információit, válaszol a jogosultságkezelési kérelmekre és gyűjti a könyvelési információkat.
- Visited AAA (V-AAA) - Az AAA szerver a meglátogatott hálózatban amely a barangolónak biztosítja a szolgáltatásokat. A V-AAA meglátogatott hálózatban kommunikál a H-AAA szerverrel a barangoló otthoni hálózatában. A jogosultsági kérelmek és a könyvelési információk a V-AAA-n keresztül továbbítódnak a H-AAA-nak, közvetlenül vagy B-AAA-n keresztül.

A ma használt AAA szerverek RADIUS protokollt használva kommunikálnak. Ennek köszönhetően a TIA specifikációk RADIUS szerverként hivatkoznak az AAA szerverekre. Ennek ellenére a jövőbeli AAA szerverek valószínűleg a RADIUS utódprotokollját fogják használni ami Diameter néven ismert. 
Az AAA szerverek viselkedése a vezeték nélküli CDMA2000 IP hálózatokban a TIA-835 specifikálja.

## Fordítás
Ez a szócikk részben vagy egészben  az   AAA protocol című angol Wikipédia-szócikk ezen változatának fordításán alapul.  Az eredeti cikk szerkesztőit annak laptörténete sorolja fel. Ez a jelzés csupán a megfogalmazás eredetét és a szerzői jogokat jelzi, nem szolgál a cikkben szereplő információk forrásmegjelöléseként.